# Avenir sportif de Jemmal
L'Avenir sportif de Jemmal est un club tunisien de rugby à XV basé à Jemmal.

## Historique
Le rugby est apparu à Jemmal comme une section d'un club omnisports, Ennahdha Sport de Jemmal, en 1977. À partir de 1985, un club spécialisé est fondé sous le nom de Mostakbal sportif ou Avenir sportif de Jemmal.

## Présidents
- Sadok Belkhiria
- Chokri Frigui
- Kaïs Hassayoune
- Rachid Ben Dhiab
- Mehdi Khadhraoui
- Moez Kaziz
- Aymen Amamou

## Palmarès
- Championnat de Tunisie de rugby à XV :
  - Champion : 1986, 1989, 1995, 2000, 2006, 2007, 2012, 2013, 2014, 2015, 2016, 2017, 2019[3], 2022
- Coupe de Tunisie de rugby à XV :
  - Vainqueur : 1995, 1999, 2002, 2004, 2007, 2012, 2013, 2015, 2019